# Madonna von Foligno
Die Madonna von Foligno ist eine Mariendarstellung von Raffael. Das 1511/12 entstandene Gemälde befindet sich in den Vatikanischen Museen.

## Geschichte
Raffael malte das Tafelbild im Auftrag des gelehrten Humanisten und Sekretärs Papst Julius’ II. Sigismondo de’ Conti (1432–1512) für den Hochaltar der römischen Franziskanerkirche Santa Maria in Aracoeli, in deren Apsis Sigismondo beigesetzt wurde. Es zeigt Maria und das Kind entsprechend der Vision, die Kaiser Augustus, der Legende zufolge, am Tag der Geburt Jesu an der Stelle der heutigen Kirche beim Kapitol durch die Tiburtinische Sibylle empfing. Nach populärer Deutung, ausgehend von der Hintergrundszene, wollte Sigismondo, dessen Haus in Foligno bei einem Kugelblitz- oder Bolideneinschlag unversehrt geblieben sei, mit der Votivgabe seinen Dank an die Gottesmutter zum Ausdruck bringen.
1565 wurde der Altarraum von Santa Maria in Aracoeli vollständig umgestaltet, und die Nichte Sigismondos, Äbtissin des Monastero delle Contesse in Foligno, ließ das Marienbild in ihre Klosterkirche Sant’Anna holen. Nach dem napoleonischen Italienfeldzug und dem Vertrag von Tolentino mit dem Kirchenstaat wurde es 1797 nach Paris gebracht. Zwischen 1800 und 1801 wurde das Bild von den beiden Restauratoren François-Toussaint Hacquin und Mathias Roeser auf Leinwand übertragen. Bei der Rückgabe 1816 entschied Papst Pius VII., es in der vatikanischen Sammlung zu behalten. In der Folgezeit wurden für zahlreiche Kirchen weltweit, darunter die Kathedrale von Foligno, Kopien angefertigt.

## Beschreibung
Das rundbogige Bild von mehr als drei Metern Höhe ist in eine himmlische und eine irdische Hälfte geteilt. Die halbkreisförmige Grenze zwischen beiden bildet mit dem oberen Bildrand einen Kreis, das Symbol der Ewigkeit und Vollkommenheit.
Im Himmelsrund schwebt, vor einem blau-weißen Hintergrund aus Wolken und kindlichen Engeln und einer goldenen Sonnenscheibe, Maria mit dem Jesusknaben. Auf einer Wolke sitzend, mit rotem Unter- und blauem Obergewand und einem Schleier bekleidet, der auch das Kind umhüllt, wendet sie sich diesem seitlich nach unten zu und hält es leicht an Schulter und Hüfte. Der unbekleidete Knabe scheint vom Schoß der Mutter wegzustreben. Das ausgestreckte linke Bein berührt bereits den Wolkenboden, der rechte Arm schiebt den Schleier beiseite, der Oberkörper ist abgewandt; der Kopf jedoch ist der Mutter zugeneigt, und der Blick der halb geschlossenen Augen richtet sich abwärts auf den irdischen Bereich.
Auf dem grün bewachsenen Erdboden steht in der Mitte, dem Betrachter zugewandt, die Augen zum Himmel gerichtet, ein unbekleideter, beflügelter Engelsknabe mit einer leeren Schrifttafel. Zu seinen Seiten knien anbetend links der heilige Franz von Assisi mit Franziskanerkutte, Kreuz und Handflächenstigma, rechts in rotem Mantel, mit zusammengelegten Händen und dem Gesichtsausdruck religiöser Hingabe, der Stifter Sigismondo. Wiederum flankiert werden diese von zwei stehenden Gestalten: links blickt Johannes der Täufer, im Fellumhang und mit struppigem Haar, in der Linken ein Astkreuz, den Betrachter an und zeigt mit der Rechten zur Gottesmutter mit dem Kind; rechts ist Hieronymus als Eremit dargestellt, barhaupt, mit blauem Mantelgewand, zu seinen Füßen sein Attribut, der Löwe; er legt die linke Hand auf den Kopf des Stifters und vollzieht mit der gesenkten Rechten eine empfehlende Geste zur Madonna.
Im Hintergrund ist eine weite Wiesenlandschaft mit grasenden Schafen und eine Stadt am Fuß eines Mittelgebirges dargestellt. Die Stadt wird von einem Regenbogen überspannt, und über einem der Häuser geht ein rot glühender Himmelskörper nieder.

## Deutungen
Ikonographie und Stiftungsanlass werden in der Forschung seit den 1970er Jahren kontrovers diskutiert. Fraglich ist, ob das Bild, das als Altarbild für die Grablege des Stifters bestimmt war, zugleich als Votivbild aus Anlass eines Kometeneinschlags gestiftet wurde oder ob für die Hintergrundszene und damit für das Gesamtbild andere Deutungen plausibler sind. Elisabeth Schröter argumentiert in ihrem Aufsatz (1987), dass die Hintergrundszene kein historisches Ereignis abbilden könne, sondern dass der Komet als allgemeine Katastrophenmetapher (Andreas Tönnesmann) zu sehen sei. Gemeinsam mit dem Regenbogen als Zeichen göttlicher Gnade verweise er auf das Ende der irdischen Welt und das kommende Gericht. Der auf den Knien Marias stehende Knabe weise in seiner Position auf Darstellungen des Weltenrichters beim Jüngsten Gericht hin. Arnold Nesselrath (2011) sieht in der Hintergrundszene, entsprechend dem Weihnachtsthema des Bildes, eine Darstellung Bethlehems mit dem Stern.